# Première circonscription de la Haute-Loire
La première circonscription de la Haute-Loire est l'une des deux circonscriptions législatives françaises que compte le département de la Haute-Loire (43) situé en région Auvergne-Rhône-Alpes.

## Description géographique et démographique

### De 1958 à 1986
La première circonscription de la Haute-Loire était composée de :
- canton de Bas-en-Basset
- canton de Fay-sur-Lignon
- canton du Monastier-sur-Gazeille
- canton de Monistrol-sur-Loire
- canton de Montfaucon-en-Velay
- canton du Puy-Sud-Est
- canton de Retournac
- canton de Saint-Didier-en-Velay
- canton de Saint-Julien-Chapteuil
- canton de Tence
- canton de Vorey
- canton d'Yssingeaux

Source : Journal Officiel du 14-15 Octobre 1958.

### Depuis 1988
La première circonscription de la Haute-Loire est délimitée par le découpage électoral de la loi no 86-1197 du 24 novembre 1986.
Elle regroupe les 9 cantons suivants de l’arrondissement d'Yssingeaux :
- Aurec-sur-Loire
- Bas-en-Basset
- Monistrol-sur-Loire
- Montfaucon-en-Velay
- Retournac
- Saint-Didier-en-Velay
- Sainte-Sigolène
- Tence
- Yssingeaux

ainsi que les 6 cantons suivants parmi les 16 cantons de l’arrondissement  du Puy-en-Velay :
- Fay-sur-Lignon
- Le Monastier-sur-Gazeille
- Le Puy-en-Velay-Est
- Le Puy-en-Velay-Sud-Est
- Saint-Julien-Chapteuil
- Vorey

D'après le recensement général de la population en 1999, réalisé par l'Institut national de la statistique et des études économiques (INSEE), la population totale de cette circonscription est estimée à 111762 habitants,.

## Historique des députations
| Législature | Début de mandat | Fin de mandat  | Député                                                             | Parti politique | Observations |
| ----------- | --------------- | -------------- | ------------------------------------------------------------------ | --------------- | --- |
| IXe         | 23 juin 1988    | 1er avril 1993 | Jacques Barrot,                                                    | UDF,            | |
| Xe          | 2 avril 1993    | 21 avril 1997  | Jacques Barrot (de 1993 à 1995) Serge Monnier (de 1995 à 1997),    | UDF,            | Mandat écourté à la suite d'une dissolution parlementaire décidée par Jacques Chirac.                               |
| XIe         | 12 juin 1997    | 18 juin 2002   | Jacques Barrot,                                                    | UDF,            | |
| XIIe        | 19 juin 2002    | 19 juin 2007   | Jacques Barrot (de 2002 à 2004) Laurent Wauquiez (de 2004 à 2007), | UMP,            | Remplace Jacques Barrot à la suite de son élection au Parlement européen.                                           |
| XIIIe       | 20 juin 2007    | 19 juin 2012   | Laurent Wauquiez,                                                  | UMP,            | Dès son élection, il entre au gouvernement et est remplacé le 20 juillet 2007 par son suppléant Jean-Pierre Marcon. |
| XIVe        | 20 juin 2012    | 20 juin 2017   | Laurent Wauquiez                                                   | UMP             | |
| XVe         | 21 juin 2017    | 21 juin 2022   | Isabelle Valentin                                                  | LR              | |
| XVIe        | 22 juin 2022    | 9 juin 2024    | Isabelle Valentin                                                  | LR              | Mandat écourté à la suite d'une dissolution parlementaire décidée par Emmanuel Macron.                              |
| XVIIe       | 8 juillet 2024  | En cours       | Laurent Wauquiez                                                   | LR              | |

## Historique des élections

### Élections de 1958
| Candidat       | Candidat            | Parti          | Premier tour | Premier tour | Second tour | Second tour |  |
| Candidat       | Candidat            | Parti          | Voix         | %            | Voix        | %           |  |
| -------------- | ------------------- | -------------- | ------------ | ------------ | ----------- | ----------- |  |
|                | Noël Barrot élu     | MRP            | 14 473       | 26,84        | 26 571      | 50,04       |  |
|                | Paul Antier         | CNIP           | 12 717       | 23,58        | Retrait     | Retrait     |  |
|                | Eugène Pébellier    | Modérés        | 10 915       | 20,23        | 23 003      | 43,32       |  |
|                | Régis Vidal         | Modérés        | 6 713        | 12,45        | Retrait     | Retrait     |  |
|                | Pierre-Marcel Bonin | SFIO           | 5 227        | 9,69         | Retrait     | Retrait     |  |
|                | Jean Mauras         | PCF            | 3 886        | 7,21         | 3 523       | 6,64        |  |
|                |                     |                |              |              |             |             |  |
| Inscrits       | Inscrits            | Inscrits       | 71 516       | 100,00       | 71 497      | 100,00      |  |
| Abstentions    | Abstentions         | Abstentions    | 16 008       | 22,38        | 17 490      | 24,46       |  |
| Votants        | Votants             | Votants        | 55 508       | 77,62        | 54 007      | 75,54       |  |
| Blancs et nuls | Blancs et nuls      | Blancs et nuls | 1 577        | 2,84         | 910         | 1,68        |  |
| Exprimés       | Exprimés            | Exprimés       | 53 931       | 97,16        | 53 097      | 98,32       |  |

Le suppléant de Noël Barrot était Jean Prunayre.

### Élections de 1962
| Candidat       | Candidat                  | Parti          | Premier tour | Premier tour | Second tour | Second tour |  |
| Candidat       | Candidat                  | Parti          | Voix         | %            | Voix        | %           |  |
| -------------- | ------------------------- | -------------- | ------------ | ------------ | ----------- | ----------- |  |
|                | Noël Barrot sortant réélu | MRP            | 14 801       | 31,08        | 21 085      | 42,82       |  |
|                | Eugène Pébellier          | Modérés        | 12 950       | 27,19        | 13 701      | 27,82       |  |
|                | Robert Roche              | UNR-UDT        | 8 049        | 16,9         | 9 240       | 18,76       |  |
|                | Régis Vidal               | Modérés        | 6 969        | 14,63        | Retrait     | Retrait     |  |
|                | Jean Mauras               | PCF            | 4 854        | 10,19        | 5 217       | 10,59       |  |
|                |                           |                |              |              |             |             |  |
| Inscrits       | Inscrits                  | Inscrits       | 70 678       | 100,00       | 70 660      | 100,00      |  |
| Abstentions    | Abstentions               | Abstentions    | 21 385       | 30,26        | 20 248      | 28,66       |  |
| Votants        | Votants                   | Votants        | 49 293       | 69,74        | 50 412      | 71,34       |  |
| Blancs et nuls | Blancs et nuls            | Blancs et nuls | 1 670        | 3,39         | 1 169       | 2,32        |  |
| Exprimés       | Exprimés                  | Exprimés       | 47 623       | 96,61        | 49 243      | 97,68       |  |

Le suppléant de Noël Barrot était Jean Prunayre. Jean Prunayre remplaça Noël Barrot, décédé, du 9 juin 1966 au 2 avril 1967.

### Élections de 1967
| Candidat       | Candidat           | Parti          | Premier tour | Premier tour | Second tour | Second tour |  |
| Candidat       | Candidat           | Parti          | Voix         | %            | Voix        | %           |  |
| -------------- | ------------------ | -------------- | ------------ | ------------ | ----------- | ----------- |  |
|                | Jacques Barrot élu | CD (PDM)       | 20 313       | 37,28        | 23 970      | 43,26       |  |
|                | Jean Proriol       | RI             | 16 305       | 29,93        | 19 045      | 34,37       |  |
|                | Louis Exbrayat     | FGDS (CIR)     | 9 460        | 17,36        | 12 397      | 22,37       |  |
|                | Jean Souchal       | PCF            | 4 357        | 8            |             |             |  |
|                | Régis Vidal        | Modérés        | 4 050        | 7,43         |             |             |  |
|                |                    |                |              |              |             |             |  |
| Inscrits       | Inscrits           | Inscrits       | 69 991       | 100,00       | 69 968      | 100,00      |  |
| Abstentions    | Abstentions        | Abstentions    | 14 405       | 20,58        | 13 890      | 19,85       |  |
| Votants        | Votants            | Votants        | 55 586       | 79,42        | 56 078      | 80,15       |  |
| Blancs et nuls | Blancs et nuls     | Blancs et nuls | 1 101        | 1,98         | 666         | 1,19        |  |
| Exprimés       | Exprimés           | Exprimés       | 54 485       | 98,02        | 55 412      | 98,81       |  |

Le suppléant de Jacques Barrot était Roger Fourneyron, Directeur du Centre des Deux-Rocs, conseiller municipal du Puy.

### Élections de 1968
| Candidat       | Candidat                     | Parti          | Premier tour | Premier tour | Second tour | Second tour |  |
| Candidat       | Candidat                     | Parti          | Voix         | %            | Voix        | %           |  |
| -------------- | ---------------------------- | -------------- | ------------ | ------------ | ----------- | ----------- |  |
|                | Jacques Barrot sortant réélu | CD (PDM)       | 20 598       | 38,38        | 28 023      | 54,23       |  |
|                | Jean Proriol                 | RI (URP)       | 16 300       | 30,37        | 23 648      | 45,77       |  |
|                | Louis Exbrayat               | FGDS (CIR)     | 6 674        | 12,44        |             |             |  |
|                | Raymond Rabeyrin             | UDR            | 6 134        | 11,43        |             |             |  |
|                | Jean Souchal                 | PCF            | 3 964        | 7,39         |             |             |  |
|                |                              |                |              |              |             |             |  |
| Inscrits       | Inscrits                     | Inscrits       | 69 687       | 100,00       | 69 673      | 100,00      |  |
| Abstentions    | Abstentions                  | Abstentions    | 15 211       | 21,83        | 15 943      | 22,88       |  |
| Votants        | Votants                      | Votants        | 54 476       | 78,17        | 53 730      | 77,12       |  |
| Blancs et nuls | Blancs et nuls               | Blancs et nuls | 806          | 1,48         | 2 059       | 3,83        |  |
| Exprimés       | Exprimés                     | Exprimés       | 53 670       | 98,52        | 51 671      | 96,17       |  |

Le suppléant de Jacques Barrot était Roger Fourneyron.

### Élections de 1973
|                | Jacques Barrot sortant réélu | CDP (URP)      | 36 431 | 66,91  |  |  |  |
|                | Michel Charasse              | PS (UGSD)      | 10 427 | 19,15  |  |  |  |
|                | Jean Souchal                 | PCF            | 4 893  | 8,99   |  |  |  |
|                | Jacques Bosio-Gillet         | FN             | 2 699  | 4,96   |  |  |  |
|                |                              |                |        |        |  |  |  |
| Inscrits       | Inscrits                     | Inscrits       | 70 882 | 100,00 |  |  |  |
| Abstentions    | Abstentions                  | Abstentions    | 15 102 | 21,31  |  |  |  |
| Votants        | Votants                      | Votants        | 55 780 | 78,69  |  |  |  |
| Blancs et nuls | Blancs et nuls               | Blancs et nuls | 1 330  | 2,38   |  |  |  |
| Exprimés       | Exprimés                     | Exprimés       | 54 450 | 97,62  |  |  |  |

Le suppléant de Jacques Barrot était Roger Fourneyron. Roger Fourneyron remplaça Jacques Barrot, nommé membre du gouvernement, du 9 juillet 1974 au 2 avril 1978.

### Élections de 1978
|                | Jacques Barrot sortant réélu | UDF (CDS)      | 37 640 | 58,22  |  |  |  |
|                | Henri Vincendon              | PS             | 14 094 | 21,8   |  |  |  |
|                | René Raffier                 | PCF            | 5 744  | 8,88   |  |  |  |
|                | Philippe Millerand           | RPR            | 3 466  | 5,36   |  |  |  |
|                | Georges Chanon               | Régionaliste   | 1 715  | 2,65   |  |  |  |
|                | Jacques Bosio-Gillet         | FN             | 1 229  | 1,9    |  |  |  |
|                | Louis Lancteau               | LO             | 762    | 1,18   |  |  |  |
|                |                              |                |        |        |  |  |  |
| Inscrits       | Inscrits                     | Inscrits       | 78 767 | 100,00 |  |  |  |
| Abstentions    | Abstentions                  | Abstentions    | 12 943 | 16,43  |  |  |  |
| Votants        | Votants                      | Votants        | 65 824 | 83,57  |  |  |  |
| Blancs et nuls | Blancs et nuls               | Blancs et nuls | 1 174  | 1,78   |  |  |  |
| Exprimés       | Exprimés                     | Exprimés       | 64 650 | 98,22  |  |  |  |

Le suppléant de Jacques Barrot était Roger Fourneyron. Roger Fourneyron remplaça Jacques Barrot, nommé membre du gouvernement, du 6 mai 1978 au 22 mai 1981.

### Élections de 1981
|                | Jacques Barrot sortant réélu | UDF (CDS)          | 36 592 | 62,32  |  |  |  |
|                | Henri Vincendon              | PS                 | 17 843 | 30,39  |  |  |  |
|                | René Raffier                 | PCF                | 3 003  | 5,11   |  |  |  |
|                | Gustave Alirol               | Régionaliste (MSO) | 1 274  | 2,17   |  |  |  |
|                |                              |                    |        |        |  |  |  |
| Inscrits       | Inscrits                     | Inscrits           | 79 731 | 100,00 |  |  |  |
| Abstentions    | Abstentions                  | Abstentions        | 20 216 | 25,36  |  |  |  |
| Votants        | Votants                      | Votants            | 59 515 | 74,64  |  |  |  |
| Blancs et nuls | Blancs et nuls               | Blancs et nuls     | 803    | 1,35   |  |  |  |
| Exprimés       | Exprimés                     | Exprimés           | 58 712 | 98,65  |  |  |  |

Le suppléant de Jacques Barrot était Roger Fourneyron. Roger Fourneyron décéda le 10 novembre 1984.

### Élections de 1988
|                | Jacques Barrot sortant réélu | UDF (CDS) (URC) | 30 438 | 58,31  |  |  |  |
|                | Jean-Pierre Dupuy            | PS              | 14 610 | 27,99  |  |  |  |
|                | Gérard Dumalle               | FN              | 4 534  | 8,69   |  |  |  |
|                | René Raffier                 | PCF             | 2 614  | 5,01   |  |  |  |
|                |                              |                 |        |        |  |  |  |
| Inscrits       | Inscrits                     | Inscrits        | 77 012 | 100,00 |  |  |  |
| Abstentions    | Abstentions                  | Abstentions     | 23 513 | 30,53  |  |  |  |
| Votants        | Votants                      | Votants         | 53 499 | 69,47  |  |  |  |
| Blancs et nuls | Blancs et nuls               | Blancs et nuls  | 1 303  | 2,44   |  |  |  |
| Exprimés       | Exprimés                     | Exprimés        | 52 196 | 97,56  |  |  |  |

Le suppléant de Jacques Barrot était le Docteur Gérard Roche, Vice-Président du Conseil général.

### Élections de 1993
|                | Jacques Barrot sortant réélu  | UDF (CDS)      | 28 057 | 50,91  |  |  |  |
|                | Hubert Fayard                 | FN             | 7 240  | 13,14  |  |  |  |
|                | Roland Casanova               | PS             | 5 608  | 10,18  |  |  |  |
|                | Louis Ouillon                 | UDI            | 5 409  | 9,81   |  |  |  |
|                | Michèle Faure                 | Les Verts (EÉ) | 3 521  | 6,39   |  |  |  |
|                | André Béal                    | PCF            | 2 556  | 4,64   |  |  |  |
|                | Marie-Claude Peyronnet-Masson | MRG            | 1 421  | 2,58   |  |  |  |
|                | Jacqueline Grelaud            | LT-LNÉ         | 1 302  | 2,36   |  |  |  |
|                |                               |                |        |        |  |  |  |
| Inscrits       | Inscrits                      | Inscrits       | 79 778 | 100,00 |  |  |  |
| Abstentions    | Abstentions                   | Abstentions    | 21 277 | 26,67  |  |  |  |
| Votants        | Votants                       | Votants        | 58 501 | 73,33  |  |  |  |
| Blancs et nuls | Blancs et nuls                | Blancs et nuls | 3 387  | 5,79   |  |  |  |
| Exprimés       | Exprimés                      | Exprimés       | 55 114 | 94,21  |  |  |  |

Le suppléant de Jacques Barrot était Serge Monnier, Président du District du Puy-en-Velay. Serge Monnier remplaça Jacques Barrot, nommé membre du gouvernement, du 19 juin 1995 au 21 avril 1997.

### Élections de 1997
| Candidat       | Candidat                      | Parti          | Premier tour | Premier tour | Second tour | Second tour |  |
| Candidat       | Candidat                      | Parti          | Voix         | %            | Voix        | %           |  |
| -------------- | ----------------------------- | -------------- | ------------ | ------------ | ----------- | ----------- |  |
|                | Jacques Barrot sortant réélu  | UDF (FD)       | 21 631       | 39,57        | 30 219      | 54,71       |  |
|                | Jean-Paul Thivel              | PS             | 13 239       | 24,22        | 25 013      | 45,29       |  |
|                | Thierry Odier Cénat de L'Herm | FN             | 9 576        | 17,52        |             |             |  |
|                | Bernard Bouet                 | PCF            | 3 180        | 5,82         |             |             |  |
|                | Michèle Faure                 | Les Verts      | 3 052        | 5,58         |             |             |  |
|                | Bruno Favre                   | LDI (MPF)      | 2 161        | 3,95         |             |             |  |
|                | Annick Hugon                  | MÉI            | 1 330        | 2,43         |             |             |  |
|                | Alain Friedel                 | Extrême gauche | 498          | 0,91         |             |             |  |
|                |                               |                |              |              |             |             |  |
| Inscrits       | Inscrits                      | Inscrits       | 81 044       | 100,00       | 81 039      | 100,00      |  |
| Abstentions    | Abstentions                   | Abstentions    | 21 717       | 26,8         | 20 768      | 25,63       |  |
| Votants        | Votants                       | Votants        | 59 327       | 73,2         | 60 271      | 74,37       |  |
| Blancs et nuls | Blancs et nuls                | Blancs et nuls | 4 660        | 7,85         | 5 039       | 8,36        |  |
| Exprimés       | Exprimés                      | Exprimés       | 54 667       | 92,15        | 55 232      | 91,64       |  |

Le suppléant de Jacques Barrot était Serge Monnier, maire du Puy.

### Élections de 2002
| Candidat       | Candidat                     | Parti             | Premier tour | Premier tour | Second tour | Second tour |  |
| Candidat       | Candidat                     | Parti             | Voix         | %            | Voix        | %           |  |
| -------------- | ---------------------------- | ----------------- | ------------ | ------------ | ----------- | ----------- |  |
|                | Jacques Barrot sortant réélu | UMP               | 28 387       | 49,25        | 31 258      | 63,09       |  |
|                | Jean-Jacques Orfeuvre        | Les Verts (PS)    | 13 488       | 23,4         | 18 290      | 36,91       |  |
|                | Jean-Luc Guillard            | FN                | 7 797        | 13,53        |             |             |  |
|                | Claude Ganne                 | LCR               | 1 455        | 2,52         |             |             |  |
|                | Gustave Alirol               | Régionaliste (PO) | 1 206        | 2,09         |             |             |  |
|                | Michel Dubouchet             | CPNT              | 1 152        | 2            |             |             |  |
|                | Alain Aubry                  | LO                | 1 116        | 1,94         |             |             |  |
|                | Paul Brulé                   | MNR               | 985          | 1,71         |             |             |  |
|                | Nolwenn d'Audibert           | MPF               | 797          | 1,38         |             |             |  |
|                | Philippe Cochet              | MÉI               | 775          | 1,34         |             |             |  |
|                | Bénédicte Pierre             | GÉ                | 484          | 0,84         |             |             |  |
|                |                              |                   |              |              |             |             |  |
| Inscrits       | Inscrits                     | Inscrits          | 87 655       | 100,00       | 87 652      | 100,00      |  |
| Abstentions    | Abstentions                  | Abstentions       | 28 278       | 32,26        | 35 496      | 40,5        |  |
| Votants        | Votants                      | Votants           | 59 377       | 67,74        | 52 156      | 59,5        |  |
| Blancs et nuls | Blancs et nuls               | Blancs et nuls    | 1 735        | 2,92         | 2 608       | 5           |  |
| Exprimés       | Exprimés                     | Exprimés          | 57 642       | 97,08        | 49 548      | 95          |  |

Le suppléant de Jacques Barrot était Laurent Wauquiez, de Brives-Charensac, fonctionnaire au Conseil d'État.

### Élections partielles de 2004
Des élections législatives partielles ont eu lieu les dimanches 27 juin et 4 juillet 2004 à la suite de la démission de Jacques Barrot.
| Candidat                          | Candidat              | Parti             | Premier tour | Premier tour | Second tour | Second tour |  |
| Candidat                          | Candidat              | Parti             | Voix         | %            | Voix        | %           |  |
| --------------------------------- | --------------------- | ----------------- | ------------ | ------------ | ----------- | ----------- |  |
|                                   | Laurent Wauquiez élu  | UMP               | 17 014       | 48,43        | 22 703      | 62,38       |  |
|                                   | Raymond Vacheron      | PS                | 8 950        | 25,48        | 13 694      | 37,62       |  |
|                                   | Pierre Cheynet        | FN                | 2 814        | 8,01         |             |             |  |
|                                   | Pierre Astor          | Divers droite     | 2 053        | 5,84         |             |             |  |
|                                   | Jean-Jacques Orfeuvre | Les Verts         | 2 037        | 5,8          |             |             |  |
|                                   | Michel Valentin       | PCF               | 1 184        | 3,37         |             |             |  |
|                                   | Bruno Landriot        | Divers écologiste | 570          | 1,62         |             |             |  |
|                                   | Claude Ganne          | LCR               | 508          | 1,45         |             |             |  |
|                                   |                       |                   |              |              |             |             |  |
| Inscrits                          | Inscrits              | Inscrits          | 89 185       | 100,00       | 89 176      | 100,00      |  |
| Abstentions                       | Abstentions           | Abstentions       | 53 105       | 59,54        | 51 361      | 57,6        |  |
| Votants                           | Votants               | Votants           | 36 080       | 40,46        | 37 815      | 42,4        |  |
| Blancs et nuls                    | Blancs et nuls        | Blancs et nuls    | 950          | 2,63         | 1 418       | 3,75        |  |
| Exprimés                          | Exprimés              | Exprimés          | 35 130       | 97,37        | 36 397      | 96,25       |  |
| Source : Ministère de l'Intérieur |                       |                   |              |              |             |             |  |

### Élections de 2007
|                | Laurent Wauquiez sortant réélu | UMP               | 34 563 | 58,13  |  |  |  |
|                | Renée Vaggiani                 | PS                | 12 074 | 20,31  |  |  |  |
|                | Cécile Gallien                 | UDF–MoDem         | 4 176  | 7,02   |  |  |  |
|                | Pierre Cheynet                 | FN                | 2 661  | 4,48   |  |  |  |
|                | Martine Dejean                 | SÉGA              | 1 432  | 2,41   |  |  |  |
|                | Sabrina Del Monte              | LCR               | 1 333  | 2,24   |  |  |  |
|                | Philippe Cochet                | MÉI               | 808    | 1,36   |  |  |  |
|                | Claudette Balleydier           | LO                | 569    | 0,96   |  |  |  |
|                | Gustave Alirol                 | Régionaliste (PO) | 565    | 0,95   |  |  |  |
|                | Nolwenn d'Audibert             | MPF               | 462    | 0,78   |  |  |  |
|                | Jeannine Vallette              | LT-LNÉ            | 425    | 0,71   |  |  |  |
|                | Aline Vigneau                  | Divers            | 385    | 0,65   |  |  |  |
|                | Anne Denis                     | Divers            | 0      | 0      |  |  |  |
|                |                                |                   |        |        |  |  |  |
| Inscrits       | Inscrits                       | Inscrits          | 93 127 | 100,00 |  |  |  |
| Abstentions    | Abstentions                    | Abstentions       | 32 544 | 34,95  |  |  |  |
| Votants        | Votants                        | Votants           | 60 583 | 65,05  |  |  |  |
| Blancs et nuls | Blancs et nuls                 | Blancs et nuls    | 1 130  | 1,87   |  |  |  |
| Exprimés       | Exprimés                       | Exprimés          | 59 453 | 98,13  |  |  |  |

### Élections de 2012
| Candidat       | Candidat                       | Parti                   | Premier tour | Premier tour | Second tour | Second tour |  |
| Candidat       | Candidat                       | Parti                   | Voix         | %            | Voix        | %           |  |
| -------------- | ------------------------------ | ----------------------- | ------------ | ------------ | ----------- | ----------- |  |
|                | Laurent Wauquiez sortant réélu | UMP                     | 30 916       | 49,74        | 36 651      | 63,95       |  |
|                | Guy Vocanson                   | diss. PS                | 14 569       | 23,44        | 20 662      | 36,05       |  |
|                | Pierre Cheynet                 | RBM (FN)                | 7 257        | 11,68        |             |             |  |
|                | Gustave Alirol                 | POC (PS, EÉLV),         | 3 895        | 6,27         |             |             |  |
|                | Yves Prat                      | FG (PG) (Divers gauche) | 2 943        | 4,73         |             |             |  |
|                | Anne-Audrey Perrin-Patural     | CpF (MoDem)             | 542          | 0,87         |             |             |  |
|                | Edouard Ducray                 | Pirate                  | 380          | 0,61         |             |             |  |
|                | Lucien Seytre                  | LT-LNÉ                  | 336          | 0,54         |             |             |  |
|                | Max Chambon                    | POI                     | 297          | 0,48         |             |             |  |
|                | Philippe Roche                 | Divers                  | 280          | 0,45         |             |             |  |
|                | Christophe Mezzasoma           | AÉI                     | 274          | 0,44         |             |             |  |
|                | Philippe Cochet                | MÉI                     | 262          | 0,42         |             |             |  |
|                | Claudette Balleydier           | LO                      | 205          | 0,33         |             |             |  |
|                |                                |                         |              |              |             |             |  |
| Inscrits       | Inscrits                       | Inscrits                | 95 803       | 100,00       | 95 799      | 100,00      |  |
| Abstentions    | Abstentions                    | Abstentions             | 32 776       | 34,21        | 36 907      | 38,53       |  |
| Votants        | Votants                        | Votants                 | 63 027       | 65,79        | 58 892      | 61,47       |  |
| Blancs et nuls | Blancs et nuls                 | Blancs et nuls          | 871          | 1,38         | 1 579       | 2,68        |  |
| Exprimés       | Exprimés                       | Exprimés                | 62 156       | 98,62        | 57 313      | 97,32       |  |

### Élections de 2017
|                                                                                | |                           |                           |                          |                          |
|                                                                                | | Premier tour 11 juin 2017 | Premier tour 11 juin 2017 | Second tour 18 juin 2017 | Second tour 18 juin 2017 |
|                                                                                | |                           |                           |                          |                          |
|                                                                                | | Nombre                    | % des inscrits            | Nombre                   | % des inscrits           |
| Inscrits                                                                       | Inscrits | 97 787                    | 100,00                    | 97 790                   | 100,00                   |
| Abstentions                                                                    | Abstentions | 44 035                    | 45,03                     | 49 133                   | 50,24                    |
| Votants                                                                        | Votants | 53 752                    | 54,97                     | 48 657                   | 49,76                    |
|                                                                                | |                           | % des votants             |                          | % des votants            |
| Bulletins blancs                                                               | Bulletins blancs | 620                       | 1,15                      | 2 141                    | 4,40                     |
| Bulletins nuls                                                                 | Bulletins nuls | 275                       | 0,51                      | 1 039                    | 2,14                     |
| Suffrages exprimés                                                             | Suffrages exprimés | 52 857                    | 98,33                     | 45 477                   | 93,46                    |
|                                                                                | |                           |                           |                          |                          |
| Candidat Étiquette politique (partis et alliances)                             | Candidat Étiquette politique (partis et alliances)                                                                                     | Voix                      | % des exprimés            | Voix                     | % des exprimés           |
|                                                                                | |                           |                           |                          |                          |
|                                                                                | Isabelle Valentin Les Républicains (Union des démocrates et indépendants)                                                              | 21 615                    | 40,89                     | 26 705                   | 58,72                    |
|                                                                                | Cécile Gallien La République en marche (Mouvement démocrate)                                                                           | 16 423                    | 31,07                     | 18 772                   | 41,28                    |
|                                                                                | Fabien Albertini Front national | 4 974                     | 9,41                      |                          |                          |
|                                                                                | Martine Dejean La France insoumise | 4 721                     | 8,93                      |                          |                          |
|                                                                                | Fabrice Farison Parti socialiste | 1 453                     | 2,75                      |                          |                          |
|                                                                                | Anne Badian-Lhermet Europe Écologie Les Verts                                                                                          | 1 402                     | 2,65                      |                          |                          |
|                                                                                | Yves Prat Divers gauche (Front de gauche)                                                                                              | 940                       | 1,78                      |                          |                          |
|                                                                                | Philippe Cochet Écologiste (La France qui ose - Mouvement écologiste indépendant - Confédération pour l'homme, l'animal et la planète) | 471                       | 0,89                      |                          |                          |
|                                                                                | Gabriel Cardaire Debout la France | 421                       | 0,80                      |                          |                          |
|                                                                                | Pierre Michallet Lutte ouvrière | 259                       | 0,49                      |                          |                          |
|                                                                                | Michaël Masclet Divers (Union populaire républicaine)                                                                                  | 178                       | 0,34                      |                          |                          |
|                                                                                | Hélène Denis Divers | 0                         | 0,00                      |                          |                          |
| Source : Ministère de l'Intérieur - Première circonscription de la Haute-Loire | |                           |                           |                          |                          |

### Élections de 2022
| Résultats des élections législatives des 12 et 19 juin 2022 de la 1re circonscription de la Haute-Loire |                              |                          |                          |              |              |             |             |
| Candidat                                                                                                | Candidat                     | Parti et coalition       | Nuance                   | Premier tour | Premier tour | Second tour | Second tour |
| Candidat                                                                                                | Candidat                     | Parti et coalition       | Nuance                   | Voix         | %            | Voix        | %           |
| | Isabelle Valentin            | LR                       | LR                       | 23 940       | 45,69        | 32 478      | 70,22       |
| | Celline Gacon,               | EÉLV (NUPES)             | NUP                      | 9 933        | 18,96        | 13 773      | 29,78       |
| | Suzanne Fourets              | RN                       | RN                       | 7 507        | 14,33        |             |             |
| | Cécile Gallien               | LREM                     | ENS                      | 7 459        | 14,24        |             |             |
| | Emmanuelle Poumeau-Lafforest | REC                      | REC                      | 1 375        | 2,62         |             |             |
| | Dominique Samard             | CÉ                       | ECO                      | 1 283        | 2,45         |             |             |
| | Electre Dracos               | LO                       | DXG                      | 466          | 0,89         |             |             |
| | Virginie Léger-Portal        | PA                       | ECO                      | 432          | 0,82         |             |             |
| Votes valides                                                                                           | Votes valides                | Votes valides            | Votes valides            | 52 395       | 98,32        | 46 251      | 94,86       |
| Votes blancs                                                                                            | Votes blancs                 | Votes blancs             | Votes blancs             | 621          | 0,61         | 1 752       | 3,59        |
| Votes nuls                                                                                              | Votes nuls                   | Votes nuls               | Votes nuls               | 272          | 0,51         | 754         | 1,55        |
| Total                                                                                                   | Total                        | Total                    | Total                    | 52 395       | 100          | 48 757      | 100         |
| Abstention                                                                                              | Abstention                   | Abstention               | Abstention               | 48 318       | 47,55        | 52 841      | 52,01       |
| Inscrits / participation                                                                                | Inscrits / participation     | Inscrits / participation | Inscrits / participation | 101 606      | 52,45        | 101 598     | 47,99       |

### Élections de 2024
Députée sortante : Isabelle Valentin (Les Républicains)
Élue en 2017, réélue en 2022, Isabelle Valentin ne se représente pas pour ces élections législatives. C'est son suppléant et ancien député de la circonscription Laurent Wauquiez qui est investi par Les Républicains pour la remplacer,.
Qualifiée pour le second tour en troisième position, la candidate du Nouveau front populaire (Les Écologistes) Celline Gacon retire sa candidature pour faire barrage au candidat du Rassemblement national.
| Candidat                 | Candidat                 | Parti et coalition       | Nuance                   | Premier tour | Premier tour | Second tour | Second tour |
| Candidat                 | Candidat                 | Parti et coalition       | Nuance                   | Voix         | %            | Voix        | %           |
| ------------------------ | ------------------------ | ------------------------ | ------------------------ | ------------ | ------------ | ----------- | ----------- |
|                          | Laurent Wauquiez         | LR                       | LR                       | 27 013       | 36,80        | 42 828      | 61,61       |
|                          | Alexandre Heuzey         | RN                       | RN                       | 25 090       | 34,18        | 26 684      | 38,39       |
|                          | Celline Gacon            | LÉ (NFP)                 | UG                       | 13 694       | 18,66        | Retrait     | Retrait     |
|                          | Cécile Gallien           | MoDem (ENS)              | ENS                      | 6 932        | 9,44         |             |             |
|                          | Electre Darcos           | LO                       | EXG                      | 667          | 0,91         |             |             |
|                          |                          |                          |                          |              |              |             |             |
| Suffrages exprimés       | Suffrages exprimés       | Suffrages exprimés       | Suffrages exprimés       | 73 396       | 98,04        | 69 512      | 93,94       |
| Votes blancs             | Votes blancs             | Votes blancs             | Votes blancs             | 1 012        | 1,35         | 3 408       | 4,61        |
| Votes nuls               | Votes nuls               | Votes nuls               | Votes nuls               | 458          | 0,61         | 1 075       | 1,45        |
| Total                    | Total                    | Total                    | Total                    | 74 866       | 100          | 73 995      | 100         |
| Abstention               | Abstention               | Abstention               | Abstention               | 27 852       | 27,12        | 28 721      | 27,96       |
| Inscrits / participation | Inscrits / participation | Inscrits / participation | Inscrits / participation | 102 718      | 72,88        | 102 716     | 72,04       |

##### Premier tour

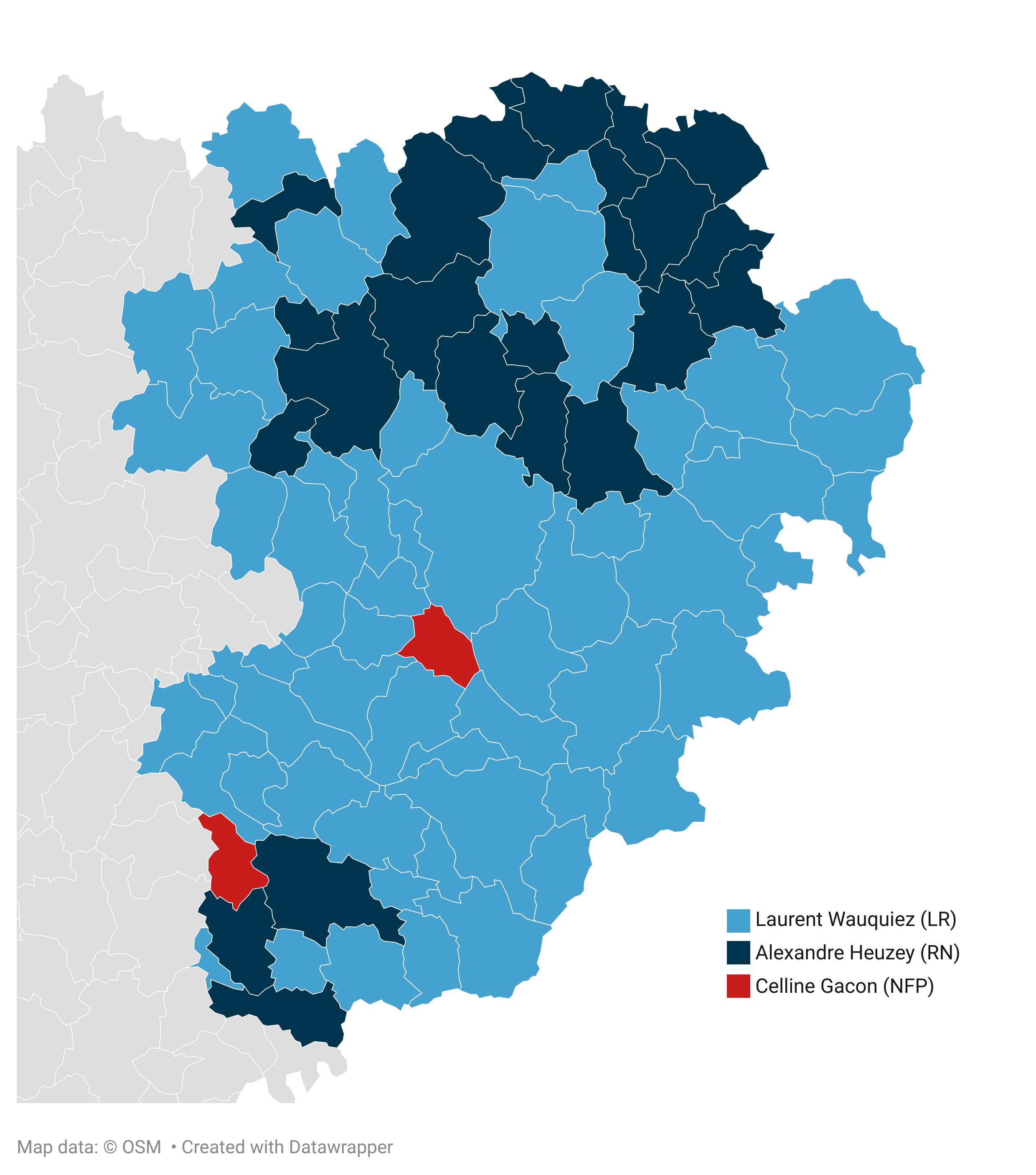
Candidat en tête au premier tour dans chaque commune, en pourcentage des voix exprimées

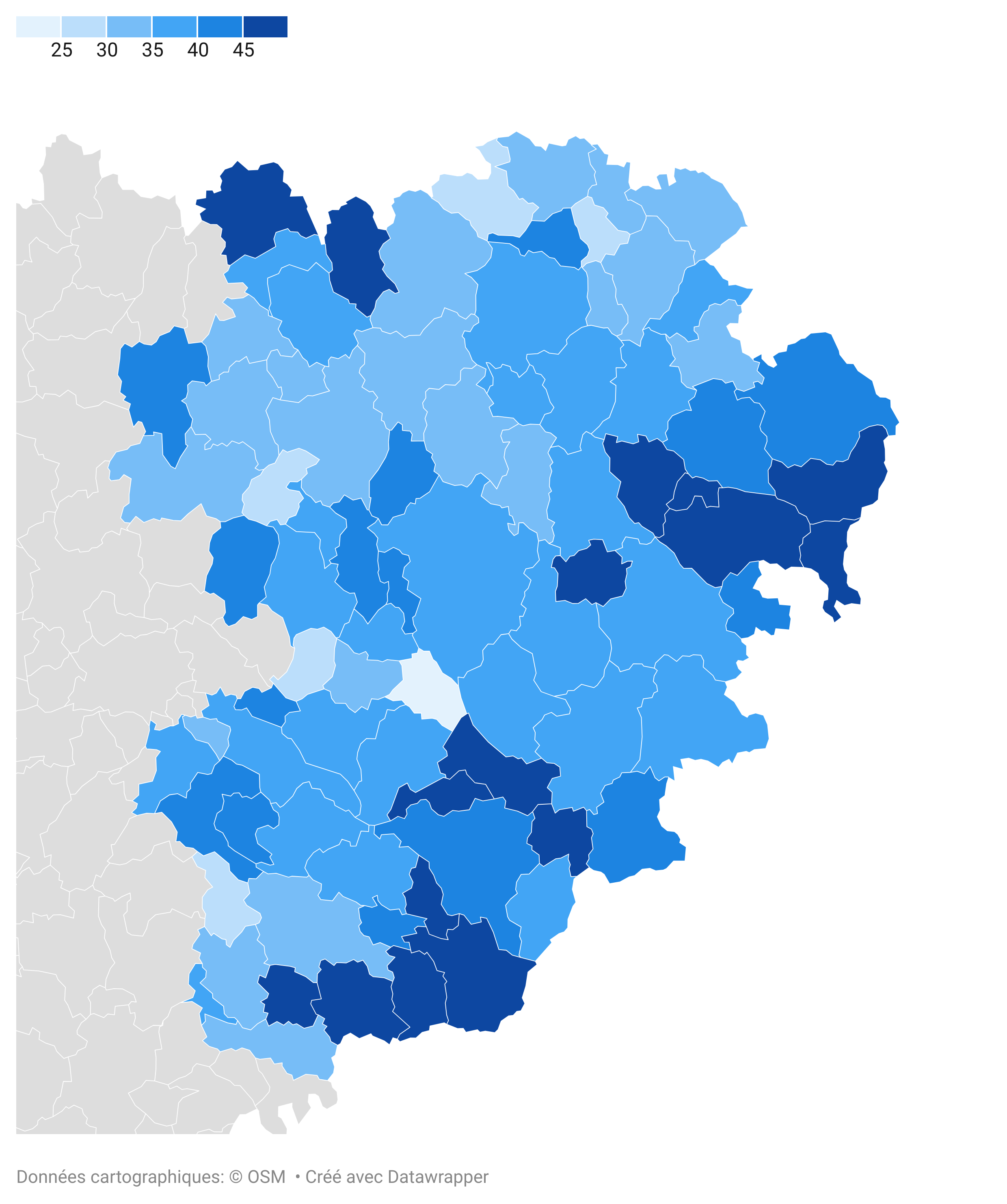
Score par commune de Laurent Wauquiez (LR) au premier tour, en pourcentage des voix exprimées

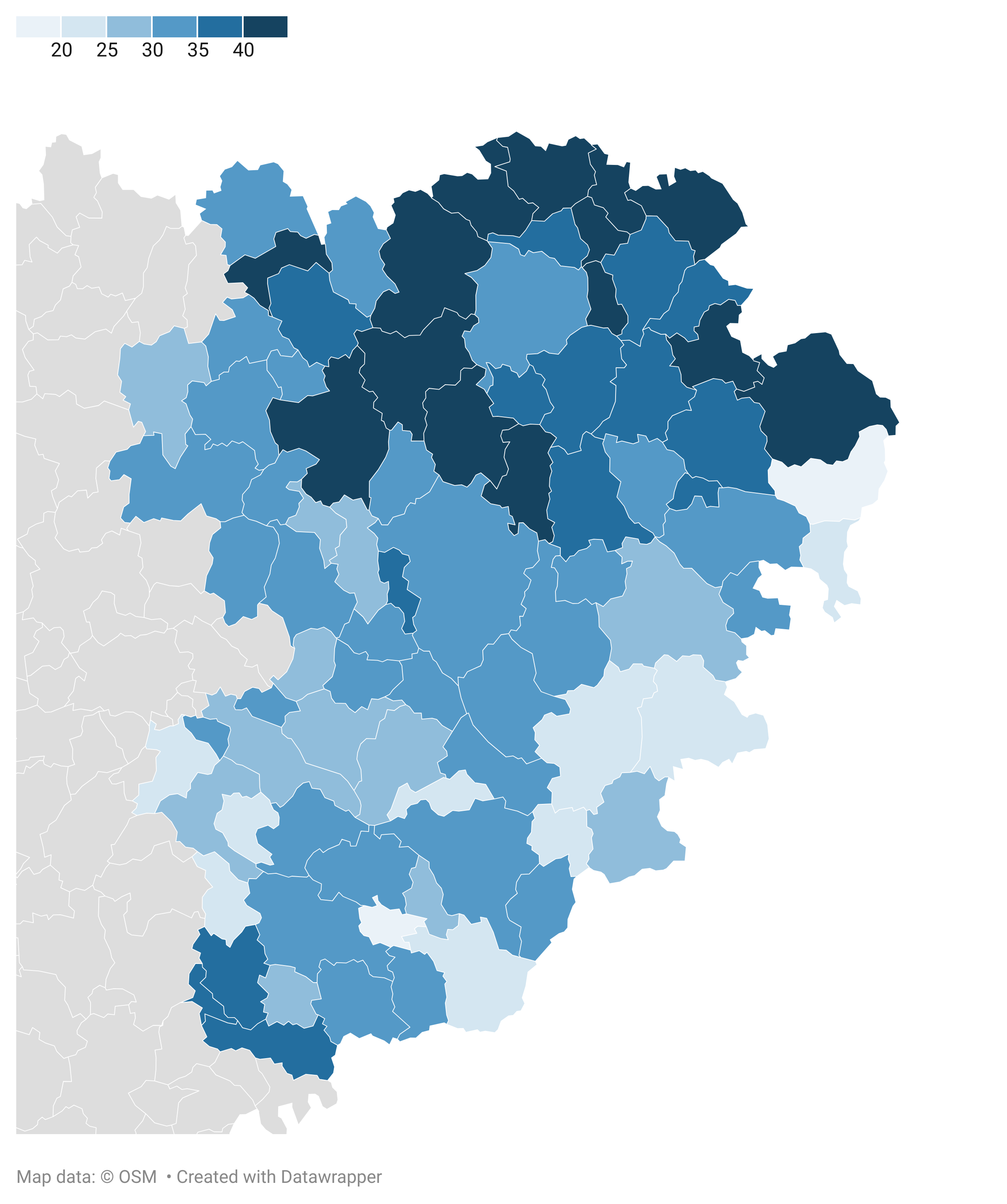
Score par commune d'Alexandre Heuzey (RN) au premier tour, en pourcentage des voix exprimées

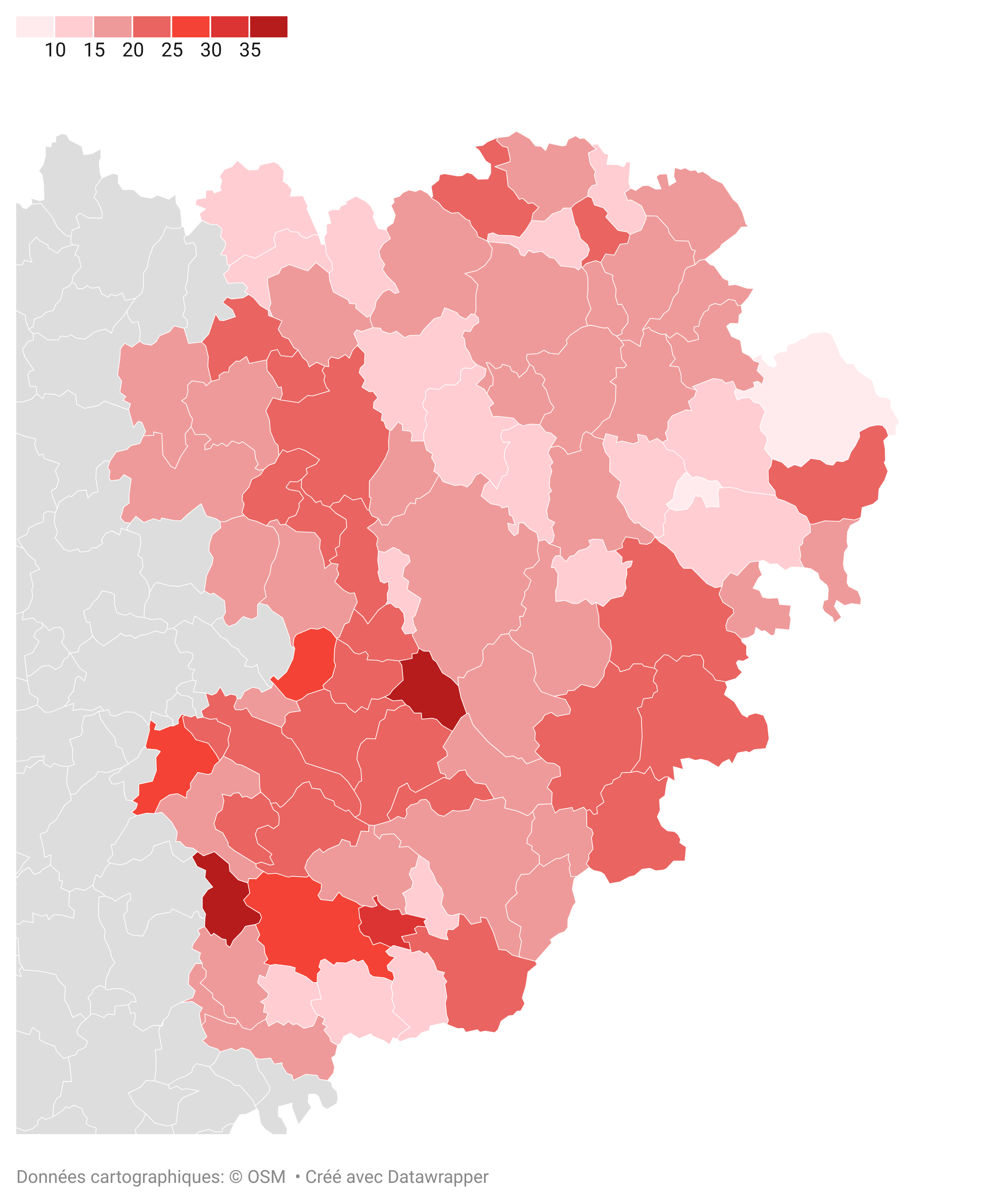
Score par commune de Celline Gacon (UG) au premier tour, en pourcentage des voix exprimées

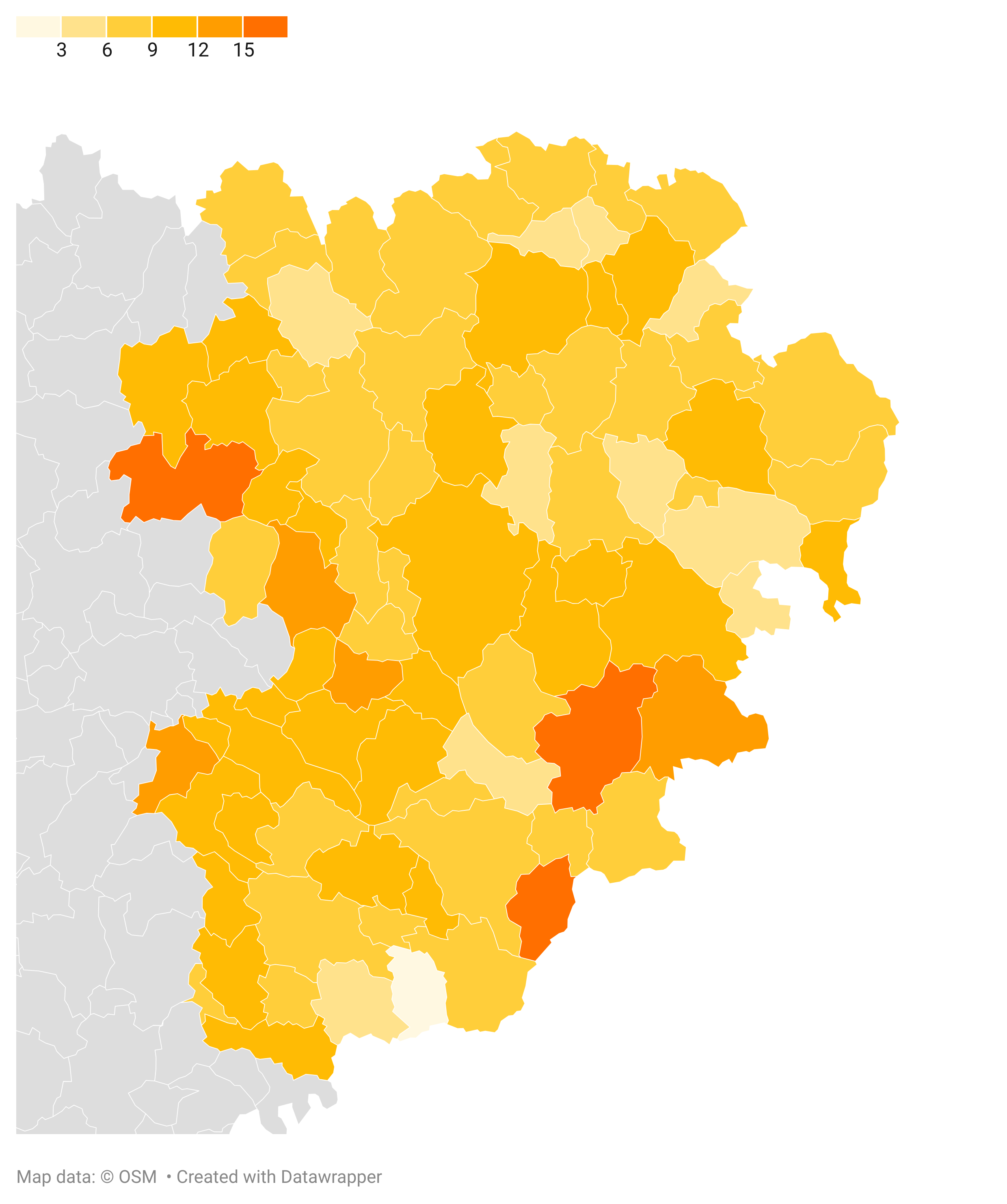
Score par commune de Cécile Gallien (ENS) au premier tour, en pourcentage des voix exprimées

#### Département de la Haute-Loire
- La fiche de l'INSEE de cette circonscription : « Tableaux et Analyses de la première circonscription de la Haute-Loire », sur insee.fr, site de l'Institut national de la statistique et des études économiques (consulté le 10 juin 2007) [PDF]

- « Tous les députés du département de la Haute-Loire depuis 1789 » [archive du 28 septembre 2007], sur assemblee-nationale.fr, site de l'Assemblée nationale française (consulté le 10 juin 2007)

- « Informations contentieuses sur le département de la Haute-Loire (Élections législatives de 2002) »(Archive.org • Wikiwix • Archive.is • Google • Que faire ?), sur conseil-constitutionnel.fr, site du Conseil constitutionnel (consulté le 13 juin 2007)

#### Circonscriptions en France
- « Carte des circonscriptions législatives en France », sur assemblee-nationale.fr, site de l'Assemblée nationale française (consulté le 20 juin 2007)

- « Résultats électoraux officiels en France », sur interieur.gouv.fr, site du ministère de l'Intérieur (France) (consulté le 13 juin 2007)

- Description et Atlas des circonscriptions électorales de France sur http://www.atlaspol.com, Atlaspol, site de cartographie géopolitique, consulté le 13 juin 2007.